# Aloe meyeri
Aloe meyeri är en grästrädsväxtart som beskrevs av Van Jaarsv. Aloe meyeri ingår i släktet Aloe och familjen grästrädsväxter. Inga underarter finns listade i Catalogue of Life.